# ایگور ماتوویچ
ایگور ماتوویچ (انگلیسی: Igor Matovič؛ زادهٔ ۱۱ مهٔ ۱۹۷۳) سیاست‌مدار اهل اسلواکی و نخست وزیر پیشین این کشور است. وی در ترناوا متولد شد و در دانشگاه کمنیوس براتیسلاوا تحصیل کرد. سپس تا سال ۲۰۱۰ به کار در صنعت نشر پرداخت و از آن زمان وارد سیاست شد. او جنبش مردم عادی با گرایش راست میانه و رویکرد ضدفساد را ایجاد کرد. در سال ۲۰۱۰ به شورای ملی وارد شد و اقداماتی علیه فساد انجام داد از جمله به رشوه و مزیت های نمایندگی پرداخت. در انتخابات پارلمانی ۲۰۲۰ اسلواکی، حزب وی در ائتلاف به سه حزب راست دیگر آرای کافی برای تشکیل دولت ائتلافی را به دست آورد و در ۲۱ مارس ۲۰۲۰ به عنوان نخست وزیر جدید اسلواکی سوگند یاد کرد و در ۲۹ مارس ۲۰۲۱ از نخست وزیری کناره‌گیری کرد.